# ساندرا رويلوفس
ساندرا رويلوفس (بالهولندية: Sandra Roelofs) (و. 1968 – م) هي دبلوماسية من هولندا ولدت في تيرنوزن.